# Столешница

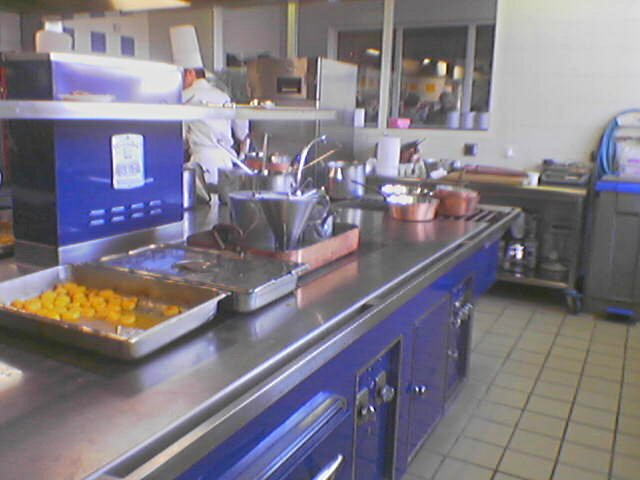
Металлическая столешница

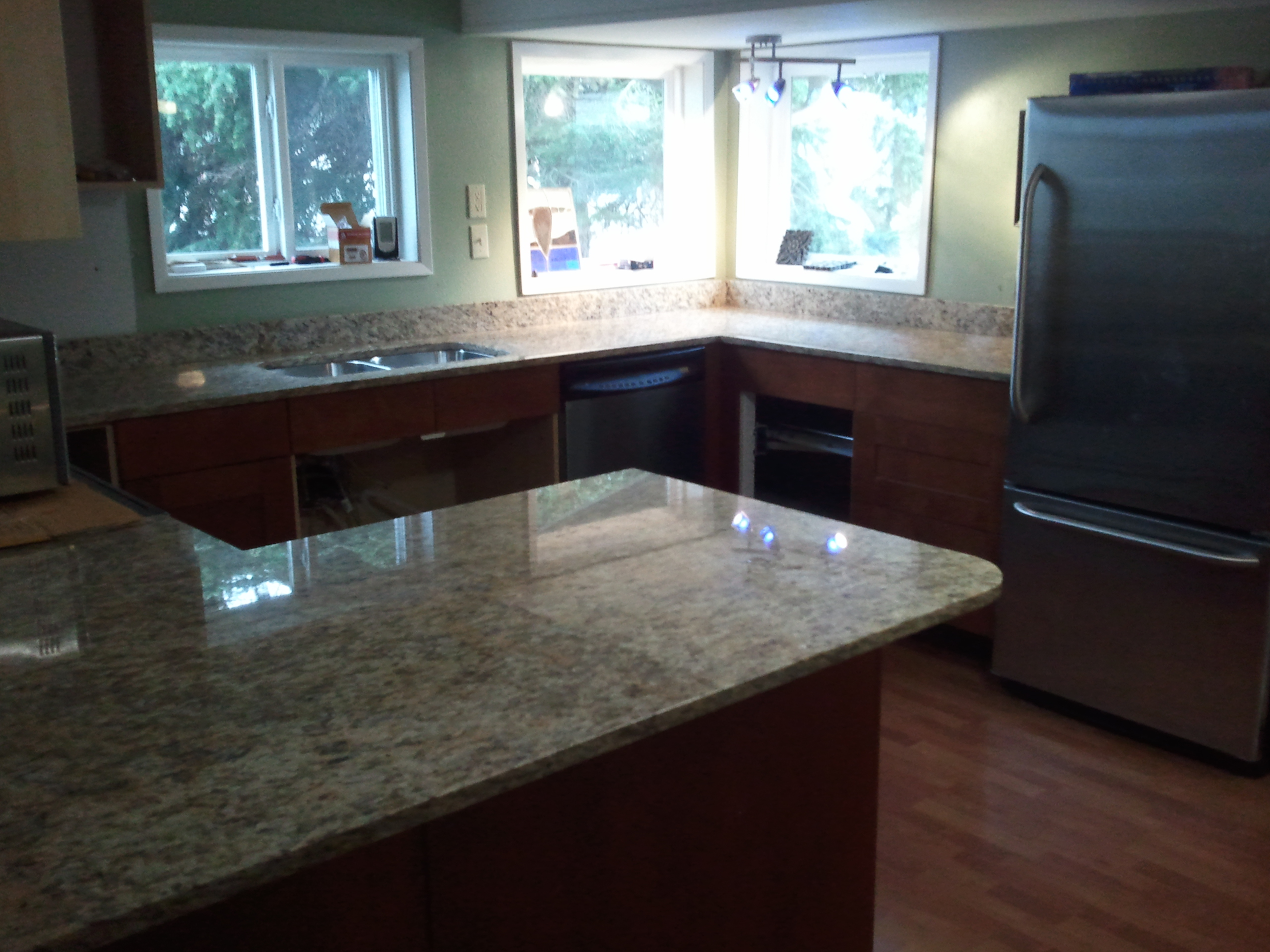
Каменная столешница

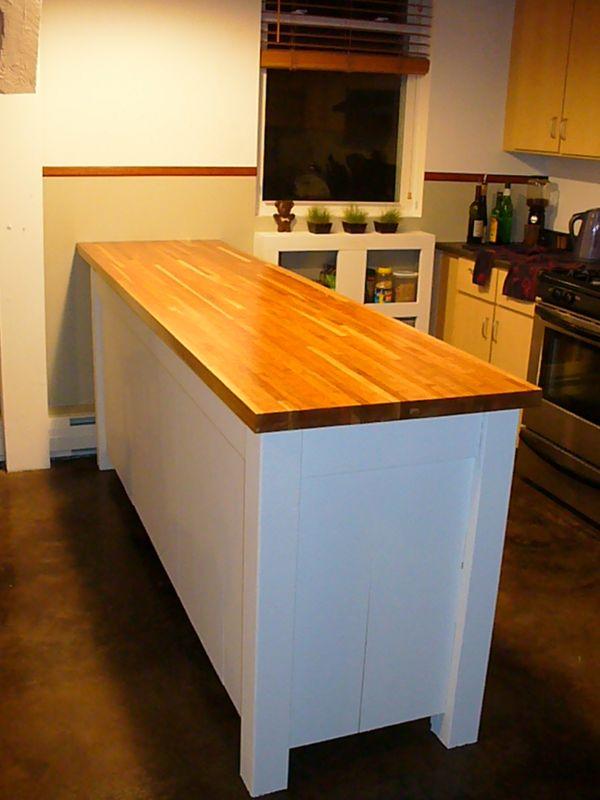
Деревянная столешница

Столешница (англ. Countertop также benchtop, worktop, kitchen bench) — горизонтальная или наклонная рабочая поверхность на кухне или других зонах приготовления пищи, а также ванных комнатах, туалетах и рабочих помещениях в целом.

## Классификация
Выполняются в различных формах, от круглой и овальной, прямоугольной и квадратной до многогранной и экзотических.
Столешницы могут быть раздвижными или цельными.
По материалу, используемому для производства
- Натуральный камень (гранит, мрамор, талькохлорит, габбро и др.) — достаточно водостойкие, на них можно спокойно ставить горячую посуду, ей не страшны царапины от вилок и ножей;
- Дерево (твёрдых и мягких пород);
- Металл (нержавеющая сталь, сплавы алюминия и др.);
- Стекло;
- Искусственные материалы (ламинаты высокого давления, искусственный камень, керамическая плитка и т. д.).

Поверхности из натурального камня не впитывают влагу и запахи. Данные материалы устойчивы к самым большим механическим нагрузкам и отлично переносят высокие температуры.
По назначению
- Рабочая поверхность для кухни;[4]
- Рабочая поверхность для офисных помещений;
- Мебель для заведения общественного питания (столы, барные стойки);
- Уличная мебель (в том числе дачная) и т. д.

Украшаются инкрустациями и интарсиями, керамикой и мозаикой, могут затягиваться сукном или кожей.
По способу крепления: z-скобы, прижимы, распорки, соединители-восьмёрки.

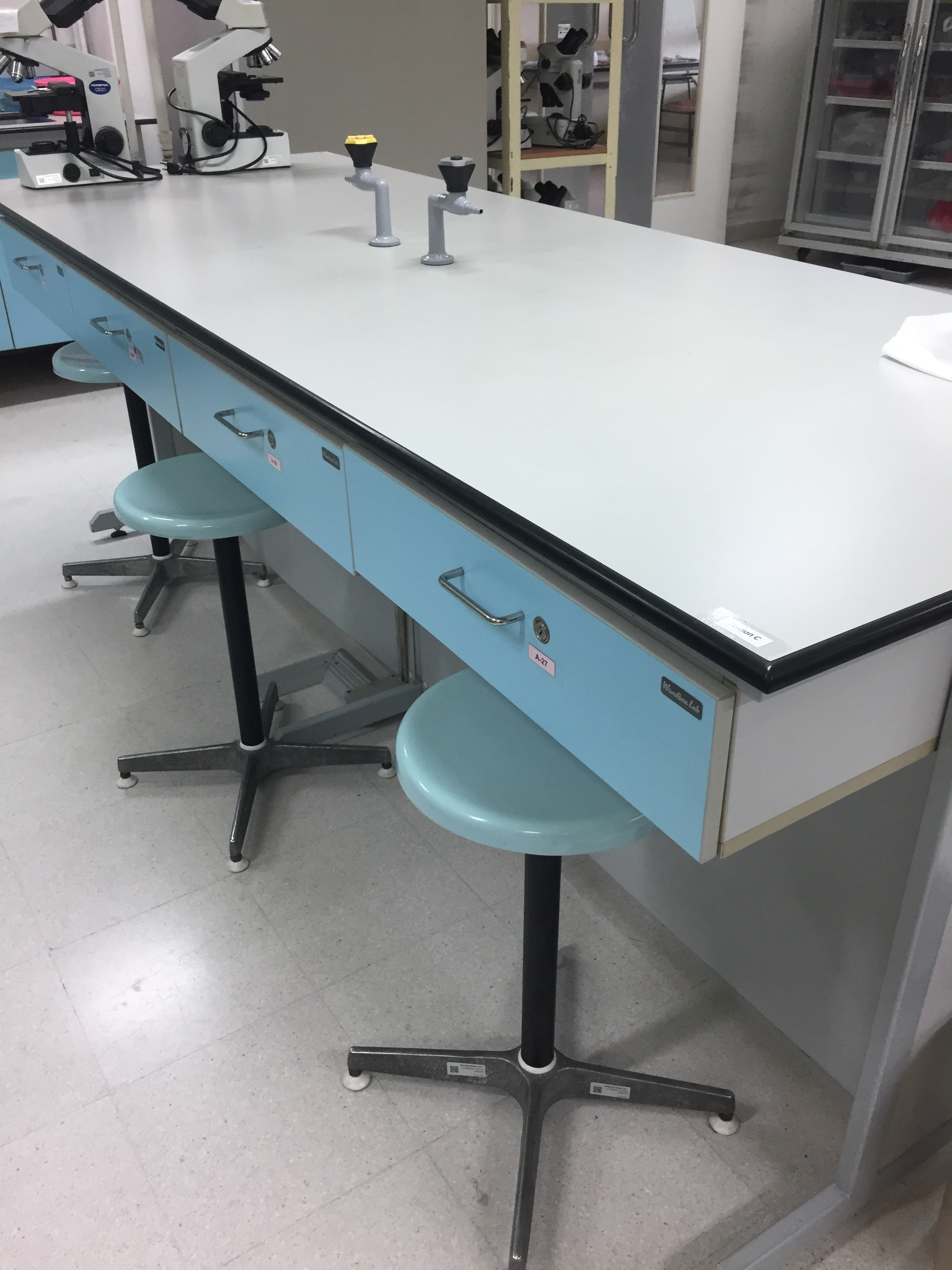
Лабораторная столешница

Особые требования предъявляются к лабораторным столешницам, используемым для образовательных или научно-исследовательских целей. Их используют для размещения оборудования, инструментов, проектов и химических веществ, поэтому характеристики лабораторных столешниц обычно определяются в зависимости от того, какие реагенты или коррозионные химикаты используются. В общем случае предпочтение отдаётся прочным, долговечным, водо-, влаго- или химически стойким изделиям. В зависимости от целей лаборатории могут предъявляться дополнительные требования, чтобы они были стойкими к кислотам или высоким температурам. Наиболее распространенным и прочным типом используемого материала является фенольная смола, потому что данные столешницы лёгкие, прочные, химические и влагостойкие. Они могут выдерживать тепловое воздействие до 176 °C, а за пределами этой температуры используется эпоксидная смола. Фенольная и эпоксидная смола функционально эквивалентны, но отличаются лишь способностью к тепловой обработке.